# Erica Robin
Erica Robin (Urdu: ایریکا رابن) es una modelo pakistaní. La primera ganadora de Miss Universo Pakistán.Es cristiana.

## Biografía
Erica Robin nació en Karachi y trabaja como modelo. Robin es miembro de la comunidad cristiana minoritaria en Pakistán.

## Trayectoria

### Miss Universo Pakistán 2023
Erica participó en la primera edición de Miss Universo Pakistán que se celebró en Brennia Kottefaru situado en Atolón Raa, Maldivas el 14 de septiembre de 2023.

### Miss Universe 2023
Participó en Miss Universo 2023, realizado en El Salvador. Clasificando entre las 20 semifinalistas del certamen.

## Polémicas
Días posteriores a su triunfo, se ha enfrentado a ataques de internet por su participación en Miss Universo 2023. Dado la victoria de Robin, líderes religiosos y el primer ministro de Pakistán han salido a hablar sobre este tema, no está confirmado si participará en Miss Universo 2023 que se celebrará en San Salvador, El Salvador el 18 de noviembre de 2023.
El Primer Ministro de Interiores, Anwaar ul Haq Kakar, ha pedido al servicio de inteligencia del país, que investiguen a los organizadores del certamen nacional de Pakistán.